# بخش مرکزی شهرستان سراوان
بخش مرکزی، یکی از بخش‌های شهرستان سراوان در استان سیستان و بلوچستان ایران است. مرکز این بخش، شهر سراوان است.

## تقسیمات کشوری
- بخش مرکزی شهرستان سراوان
  - دهستان حومه
  - دهستان گشت
  - دهستان ناهوک

شهرها: سراوان، محمدی، گشت 

## جمعیت
بر پایه سرشماری عمومی نفوس و مسکن در سال ۱۳۹۵، جمعیت بخش مرکزی شهرستان سراوان برابر با ۱۳۲٬۷۴۶ نفر بوده‌است.